# Wacław Sporer
Wacław Sporer (zm. po 1429) – dominikanin, biskup lidoryceński (Lidorika) 1413, biskup pomocniczy włocławski 1417?-1418/21?.
Nie wiadomo skąd pochodził, może z terenów przygranicznych państwa polskiego. Nie jest znana jego kariera zakonna.

Prowizję na biskupstwo lidoryceńskie uzyskał 7 VIII 1413 od (anty)papieża Jana XXIII z prawem wykonywania czynności biskupich poza diecezją.

Niejasne są okoliczności, w jakich trafił do diecezji włocławskiej, być może pozyskany w trakcie soboru w Konstancji.

6 I 1418 przewodniczył synodowi we Włocławku, natomiast 30 stycznia tego roku uczestniczył w Kwidzynie w wyświęcaniu biskupa pomezańskiego Gerharda Stolpmana. Natomiast 4 IX 1418 konsekrował kościół parafialny w Pelplinie. Z dokumentu papieskiego z 1429 można wnioskować, iż Wacław był sufrafanem jedynie za rządów biskupa włocławskiego Jana Kropidły, zmarłego w 1421.

Wacław swoją posługę na terenie diecezji włocławskiej pełnił niegodnie przez co został obłożony ekskomuniką. Wyłudzał pieniądze oraz podarki za udzielanie święceń kapłańskich, konsekracje kościołów, udzielanie sakramentów świętych. 28 VII 1429 papież Marcin V uwolnił go od tej kary.

Dalsze losy biskupa nie są znane.